# Comuna Agapia, Neamț
Agapia (în trecut, Filioara) este o comună în județul Neamț, Moldova, România, formată din satele Agapia (reședința), Filioara, Săcălușești și Văratec.

## Așezare
Comuna se află în zona central-nordică a județului, la poalele subcarpaților Moldovei, în depresiunea Ozana-Topolița, la sud de orașul Târgu Neamț, pe malurile râurilor Filioara și Agapia. Este străbătută de șoseaua națională DN15C (cu micile ramificații DN15F și DN15G), care leagă Piatra Neamț de Fălticeni. Din acest drum, lângă Săcălușești, se ramifică șoseaua județeană DJ155D, care o leagă spre est de Grumăzești. În comuna Agapia se află două arii protejate: Codrii de Aramă (pentru gorun) și Codrii de Argint (pentru mesteacăn), ambele de tip forestier.

## Demografie
Componența etnică a comunei Agapia
     Români (87,12%)
     Alte etnii (0,08%)
     Necunoscută (12,8%)
Componența confesională a comunei Agapia
     Ortodocși (86,63%)
     Alte religii (0,24%)
     Necunoscută (13,12%)
Conform recensământului efectuat în 2021, populația comunei Agapia se ridică la 3.696 de locuitori, în scădere față de recensământul anterior din 2011, când fuseseră înregistrați 3.893 de locuitori. Majoritatea locuitorilor sunt români (87,12%), iar pentru 12,8% nu se cunoaște apartenența etnică. Din punct de vedere confesional, majoritatea locuitorilor sunt ortodocși (86,63%), iar pentru 13,12% nu se cunoaște apartenența confesională.

## Politică și administrație
Comuna Agapia este administrată de un primar și un consiliu local compus din 13 consilieri. Primarul, Neculai Nastasă[*], de la Partidul Social Democrat, este în funcție din octombrie 2020. Începând cu alegerile locale din 2024, consiliul local are următoarea componență pe partide politice:
|  | Partid                          | Consilieri | Componența Consiliului | Componența Consiliului | Componența Consiliului | Componența Consiliului | Componența Consiliului | Componența Consiliului | Componența Consiliului | Componența Consiliului | Componența Consiliului |
|  | ------------------------------- | ---------- | ---------------------- | ---------------------- | ---------------------- | ---------------------- | ---------------------- | ---------------------- | ---------------------- | ---------------------- | ---------------------- |
|  | Partidul Social Democrat        | 9          |                        |                        |                        |                        |                        |                        |                        |                        |                        |
|  | Partidul Național Liberal       | 2          |                        |                        |                        |                        |                        |                        |                        |                        |                        |
|  | Alianța pentru Unirea Românilor | 2          |                        |                        |                        |                        |                        |                        |                        |                        |                        |

## Istorie
La sfârșitul secolului al XIX-lea, comuna purta numele de Filioara, făcea parte din plasa de Sus-Mijlocul a județului Neamț și era formată din satele Filioara, Agapia, Văratic, Cehlăeștii-Gropii, Pârâul Târnovei și Zembești, având o populație totală de 3196 de locuitori. În comună existau 12 biserici (inclusiv cele ale mănăstirilor de pe teritoriul ei). Anuarul Socec din 1925 o consemnează în plasa Cetatea-Neamț a aceluiași județ, având 3185 de locuitori în satele Agapia, Filioara, Gropile, Mănăstirea Agapia, Mănăstirea Văratec, Secătușești și Văratec (acesta din urmă fiind și satul de reședință).
În 1950, comuna a fost transferată raionului Târgu Neamț din regiunea Bacău, și în timp mănăstirile nu au mai fost considerate sate separate, fiind comasate cu satele Agapia, respectiv Văratec. În 1968, comuna a revenit la județul Neamț, reînființat. Tot atunci, satul Gropile a fost desființat și comasat cu Văratec, iar comuna a luat denumirea de Agapia, de la noua reședință.

## Monumente istorice

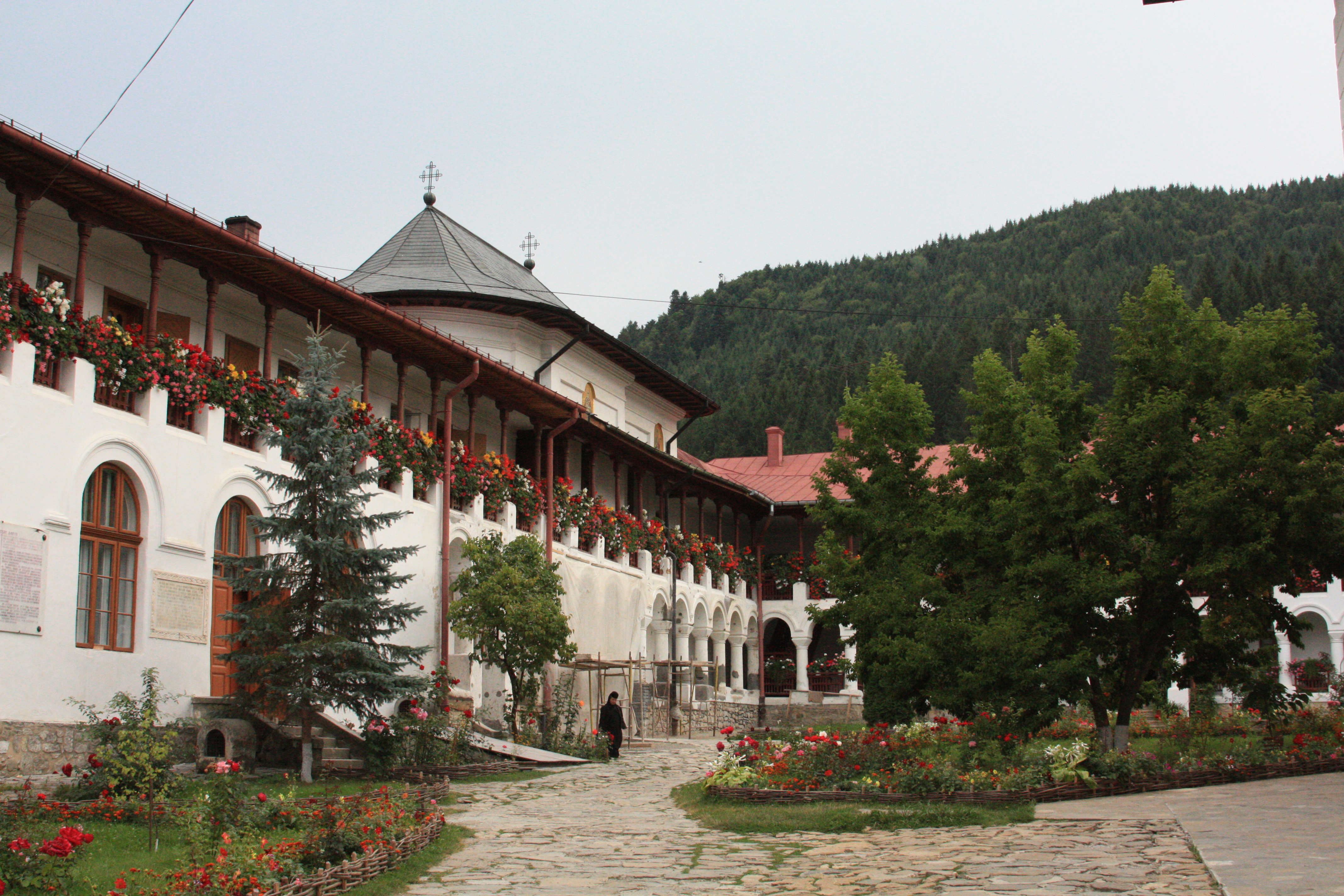
Mănăstirea Agapia, monument istoric de arhitectură de interes național aflat în comuna Agapia

În comuna Agapia se află mănăstirile Agapia (secolele al XVII-lea–al XIX-lea) și Văratec (secolele al XVIII-lea–al XX-lea), monumente istorice de arhitectură de interes național, aflate în satele respectiv eponime. Ansamblul mănăstirii Agapia cuprinde biserica „Sfinții Voievozi” (1642–1647), paraclisul „Nașterea Maicii Domnului” (1864), construcții de incintă și locuințe monahale (secolele al XIX-lea–al XX-lea), biserica de lemn „Sfântul Ioan Bogoslov” (1821), turnul-clopotniță (1823) și bolnița de lemn „Adormirea Maicii Domnului” (1780). Ansamblul mănăstirii Văratec cuprinde biserica „Adormirea Maicii Domnului” (1807–1808), turnul de poartă cu clopotniță (secolul al XIX-lea), biserica „Sfântul Ioan Botezătorul” (1844, cu adăugiri în 1880), biserica „Schimbarea la Față” (1847) și case monahale (secolele al XIX-lea–al XX-lea).
În rest, cinci alte obiective din comună sunt incluse în lista monumentelor istorice din județul Neamț ca monumente de interes local. Patru dintre ele sunt clasificate ca monumente de arhitectură: ansamblul schitului Sihla (secolele al XVIII-lea–al XIX-lea) din satul Agapia, ansamblu alcătuit din biserica de lemn „Nașterea Sfântului Ioan Botezătorul” (1741) și biserica de lemn „Schimbarea la Față” (1763); casa scriitorului Alexandru Vlahuță (1885) din același sat; casa Lahovari (sfârșitul secolului al XIX-lea); și școala (începutul secolului al XX-lea), ultimele două din satul Văratec. În incinta mănăstirii Văratec se află statuia Saftei Brâncoveanu (1939), clasificată ca monument de for public.

## Personalități născute aici
- Ioan Popei (n. 1954), pictor.